# Zuid-Chinese karstlandschap
Het Zuid-Chinese karstlandschap is een karstlandschap, gelegen in de provincies Guangxi, Guizhou en Yunnan, dat sinds 2007 is opgenomen in de Werelderfgoedlijst van UNESCO.
Honderden miljoenen jaren geleden was deze streek bedekt door een zeebedding van kalksteen. Door aardverschuivingen ontstonden plateaus en valleien en werden honderden kalksteenformaties (karst) gevormd. Nadat het gesteente circa 270 miljoen jaar geleden werd gevormd als afzetting in een ondiepe koraalzee, werd het later door omhoogstuwende krachten in de vorm van een gebergte opgeheven tot het huidige niveau, waarna de erosie er vat op kreeg. Door regenwater dat langs de scheuren in het gesteente liep, ontstond het typische karstlandschap.
De beste manier om het unieke landschap te zien is door een boottocht te maken op de Li rivier in de omgeving van Guilin, of door het beklimmen van een van de begroeide karstbergen.
Bezienswaardig is het Stenen Woud bij Shilin in de provincie Yunnan in China.

## Zuid China Karst - UNESCO details
| UNESCO Inscription Nr | Naam                                                                    |
| --------------------- | ----------------------------------------------------------------------- |
| 1248-001              | Stenen Woud - Naigu Stone Forest (乃古石林) Shilin Yi                   |
| 1248-002              | Shilin Karst – Suogeyi Village (所各邑村) Shilin Yi Autonome regio      |
| 1248-003              | Libo Karst – Xiaoqijong (小七孔) Libo County                            |
| 1248-004              | Libo Karst – Dongduo (洞多) Libo County                                 |
| 1248-005              | Wulong Karst – Qingkou Giant Doline (Tiankeng) (箐口天坑) Wulong County |
| 1248-006              | Wulong Karst – Three Natural Bridges Wulong County                      |
| 1248-007              | Wulong Karst – Furong Cave Wulong County                                |

Chinese Muur · Heilige berg Taishan · Verboden Stad · Paleis van Mukden · Mogaogrotten · Mausoleum van de eerste Qin-keizer · Vindplaats van de Pekingmens in Zhoukoudian · Berglandschap van Huang Shan · Jiuzhaigou-vallei · Huanglong · Wulingyuan · Bergresidentie en afgelegen tempels van Chengde · Tempel en begraafplaats van Confucius en het huis van de familie Kong in Qufu · Oud gebouwencomplex in de Wudangbergen · Historisch ensemble van het Potala-paleis in Lhasa · Jokhangtempel · Norbulingkatempel · Nationaal park Lushan · Landschap rond de berg Emei, inbegrepen het gebied van de Grote Boeddha van Leshan · Oude stad Lijiang · Oude stad Pingyao · Suzhou · Zomerpaleis, een keizerlijke tuin in Peking · Tempel van de hemel, een keizerlijk offeraltaar in Peking · Rotssculpturen van Dazu · Wuyigebergte · Oude dorpen in zuidelijk Anhui - Xidi en Hongcun · Keizerlijke paleizen van de Ming- en Qing-dynastieën in Peking en Shenyang · Grotten van Longmen · Qingcheng en Dujiangyan-irrigatiesysteem · Grotten van Yungang · Beschermd gebied van drie parallelle rivieren in Yunnan · Hoofdsteden en graven van het oude koninkrijk Koguryo · Historisch centrum van Macau · Reservaten van de reuzenpanda in Sichuan · Yinxu · Diaolou en dorpen in Kaiping · Zuid-Chinese karstlandschap · Tulou in Fujian · Nationaal park Sanqingshan · Wutai Shan · Cultuurlandschap van het Westelijke Meer van Hangzhou · Tian Shan in Xinjiang · Cultuurlandschap van rijstterrassen van de Hani in Honghe · Het Grote Kanaal · Zijderoute: het wegennetwerk van de Chang'an-Tiensjancorridor · Sites van de Tusi · Cultuurlandschap met rotstekeningen van Zuojiang Huashan · Hubei Shennongjia · Qinghai Hoh Xil · Gulangyu: een historische internationale nederzetting · Fanjingshan · Archeologische ruïnes van de stad Liangzhu · Trekvogelreservaten langs de kust van de Gele Zee en de Golf van Bohai · Quanzhou